# Pourquoi le futur n'a pas besoin de nous

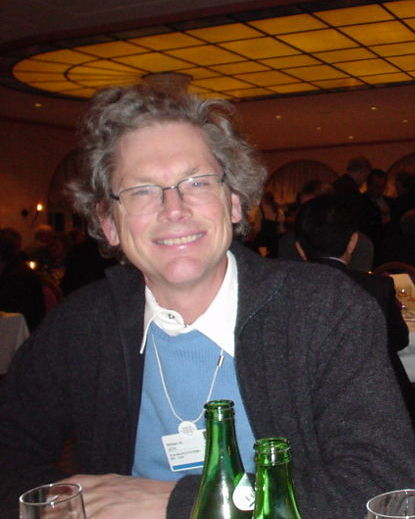
Bill Joy en 2003

Pourquoi le futur n’a pas besoin de nous sous-titré : « Les technologies les plus puissantes de XXIe siècle : le génie génétique, la robotique et les nanotechnologies menacent d’extinction l’espèce humaine. » est un article de l'informaticien Bill Joy datant de 2000, publié notamment dans le magazine américain Wired.

## Présentation
Bill Joy explique dans ce texte qu'il est convaincu qu'avec les avancées scientifiques et techniques en génétique et en nanotechnologie, les robots intelligents remplaceront l'humanité, au moins sur les plans intellectuel et social, dans un futur relativement proche. Il inclut dans son texte une réflexion sur  les positions « neo-luddites » de Unabomber. 
En 2004, en partie en réaction à la portée de ce texte, une réunion à Alexandria (États-Unis) rassemble pour la première fois des experts de 26 pays qui débattent de la façon de réguler ce type de recherche au niveau planétaire[réf. nécessaire].

## Citations
« Je l'ai senti moi-même. Le scintillement des armes nucléaires. Il est irrésistible si vous les approchez comme un scientifique. De sentir que c'est là dans vos mains, de libérer cette énergie qui alimente les étoiles, de la plier à votre volonté. D'exécuter ces miracles, de soulever un million de tonnes de roche dans le ciel. C'est quelque chose qui donne aux gens une illusion de pouvoir illimité et c'est, en quelque sorte, la cause de tous nos ennuis — cela, ce que vous pourriez appeler l'arrogance technique, qui a raison des gens quand ils voient ce qu'ils peuvent faire avec leur esprits »

— Else, Jon. The Day After Trinity: J. Robert Oppenheimer and The Atomic Bomb

« Maintenant, comme alors, nous sommes les créateurs de nouvelles techniques et les étoiles d'un avenir imaginé, poussés en avant — cette fois par de grandes récompenses financières et la compétition globale — malgré les dangers bien apparents, évaluant à peine à quoi cela ressemblera d'essayer de vivre dans un monde qui est le résultat probable de ce que nous créons et imaginons. »

Le philosophe John A. Leslie a étudié cette question et a conclu que le risque de l'extinction humaine est au moins de 30 pour cent, tandis que Ray Kurzweil croit que nous avons « plus de chance que jamais de nous en sortir », tout en avertissant qu'il « a toujours été accusé d'être un optimiste ». Non seulement ces évaluations ne sont pas encourageantes, mais elles n'incluent pas la probabilité de beaucoup de résultats horrifiants qui n'impliquent pas l'extinction.

« Cela a cristallisé mon problème avec le rêve de Kurzweil. Une approche technologique de l'Éternité — la quasi-immortalité par la robotique — peut ne pas être l'utopie la plus désirable et sa poursuite apporte des dangers clairs. Peut-être devrions nous repenser nos choix utopiques. »

## Commentaires et critiques
Dans son livre dénommé Humanité 2.0, (en anglais The Singularity is Near), écrit quatre ans après l'article, le futurologue américain Raymond Kurzweil ne partage pas le point de vue de Bill Joy. Il évoque, lui aussi, un monde complètement transformé par la technologie mais pas forcément malveillant vis-à-vis de l'humanité.